# Væren
Væren er et særdeles bredt begreb omhandlende det, at der er noget. Alt det der er, kaldes også for værende (ental: et væren). Væren som sådan er dog ikke nødvendigvis det samme som det værende, dvs. det der blot og faktisk er, da det værende forudsætter væren som sådan. Relaterede begreber for væren er virkelighed og eksistens.
Et så bredt begreb har uundgåeligt været omgæret af megen kontrovers i filosofihistorien, og i den vestlige verden med begyndelse i førsokratikernes forsøg på at forstå og anvende det.

## Martin Heidegger
Som eksempel på forsøg i nyere tider, indførte Martin Heidegger tyske ord som Dasein for at åbne spørgsmålet om væren. Heidegger brugte selv oldgræske kilder, bl.a. Heraklit, Parmenides, Platon og Aristoteles.